# 村山哲二
村山 哲二'（むらやま てつじ、1964年9月19日 - ）は、日本の実業家。プロ野球独立リーグのBCリーグ初代代表。運営会社ジャパン・ベースボール・マーケティングの初代代表取締役で現会長。新潟県柏崎市高柳町（旧刈羽郡高柳町）出身。

## 来歴
高柳町立高柳中学校では野球部で県大会ベスト4となり、進学先の新潟県立柏崎高等学校でも野球部に所属し、秋季大会ベスト4、夏季大会3回戦まで進んだ。
駒澤大学に進み、準硬式野球部に所属。駒澤大学北海道教養部の準硬式野球部主将を務め、北海道大会に優勝して、全国大会に出場した。1988年に駒澤大学法学部法律学科を卒業した。
大学卒業後、外車ディーラーを経て、1998年に電通東日本に入社。サッカーのアルビレックス新潟の発足時から、運営プロモーションに携わる。J1リーグ昇格、優勝パレード、試合運営プロモーション等を行い、プロスポーツを通じた地域の活性化を現場で経験する。大学の先輩である石毛宏典との出会いによリ野球事業の起業を決意した。
2006年3月、電通を退社。同年7月、株式会社ジャパン・ベースボール・マーケティングを設立して代表取締役に就任する。そのあと、ベースボール・チャレンジ・リーグ（BCリーグ）を設立した。
2014年、日本独立リーグ野球機構（IPBL）の設立に加わり副会長となる。
2024年3月1日にIPBL副会長を退いて同監事となり、同月29日には、4月1日付でリーグ創設以来務めてきたリーグ代表およびジャパン・ベースボール・マーケティング社長を退任し、ジャパン・ベースボール・マーケティング会長となることが発表された。
同年4月1日に、北海道ベースボールリーグ (HFL)に所属する美唄ブラックダイヤモンズの球団代表補佐に就任したことが発表された。

## 人物
都合が許す限り、アウェイにも参戦するアルビレックス新潟のサポーター活動をおこなっている。

## 著書
- 『もしあなたがプロ野球を創れと言われたら―「昇進」より「夢」を選んだサラリーマン』ベースボール・マガジン社、2011.4 , ISBN 978-4583103495

### 論文
自著
- 村山哲二、「探訪 野球を通じた地域活性化モデルを北信越に 北信越BCリーグ 代表 村山哲二氏 『にいがたの現在・未来』 403巻 p.26-29, 2007-05, NAID 40015482752, 新潟経済社会リサーチセンター

他者による論文
- 鎌田 淳司、「旗手の肖像 : 明日を創るイノベーターたち サラリーマンを辞めて、プロ野球リーグをつくった男 ルートインBC(ベースボール・チャレンジ)リーグ代表 村山哲二」『Squet = スケット : 三菱UFJビジネススクエア』 308巻 p.27-29, 2015-08, NAID 40020547611, 三菱UFJリサーチ&コンサルティング会員事業部